# Ottano
Un ottano è un qualunque alcano avente formula bruta C8H18 o a una qualunque miscela di più composti corrispondenti a tale formula (isomeri strutturali) o per antonomasia all'isomero lineare, chiamato più propriamente n-ottano.
Il n-ottano è costituito da una singola catena di 8 atomi di carbonio al quale sono legati 18 atomi di idrogeno.
A temperatura ambiente si presenta come un liquido incolore.

## Isomeri dell'ottano
L'ottano ha 18 isomeri costituzionali (o topologici):
- n-ottano (lineare)
- 2-metileptano
- 3-metileptano
- 4-metileptano
- 2,2-dimetilesano
- 2,3-dimetilesano
- 3,3-dimetilesano
- 2,4-dimetilesano
- 3,4-dimetilesano
- 2,5-dimetilesano
- 3-etilesano
- 2,3,4-trimetilpentano
- 2,2,3-trimetilpentano
- 2,2,4-trimetilpentano (o isoottano)
- 2,3,3-trimetilpentano
- 2,2,3,3-tetrametilbutano
- 3-etil-2-metilpentano
- 3-etil-3-metilpentano

Inoltre gli isomeri 3-metileptano, 2,3-dimetilesano, 2,4-dimetilesano, 2,2,3-trimetilpentano, avendo nelle rispettive molecole uno stereocentro, sono chirali e quindi esistono in due forme enantiomeriche otticamente attive, mentre il 3,4-dimetilesano, che possiede due stereocentri, esiste in tre stereoisomeri in quanto la forma RS, cosiddetta meso, è otticamente inattiva in quanto la molecola (in conformazione estesa) possiede un centro di simmetria (ovvero un piano di simmetria in proiezione di Fischer).